# Timaixovka (Krasnodar)
|  | Per a altres significats, vegeu «Timaixovka». |

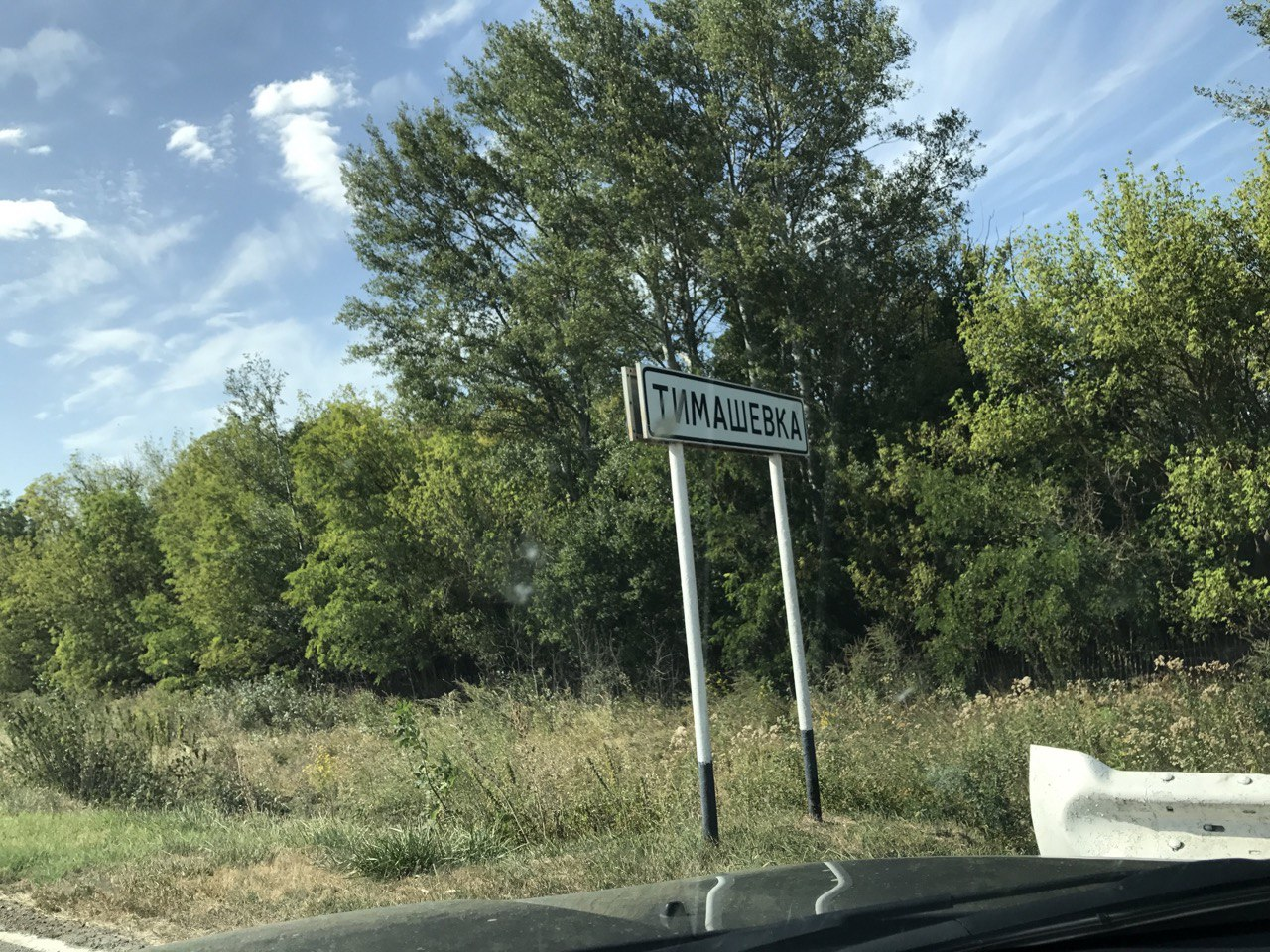

Timaixovka - Тимашёвка (rus) - és un poble (un khútor) del krai de Krasnodar, a Rússia. Es troba a la vora del riu Kugo-Ieia, afluent del Ieia, a 23 km al nord de Krilóvskaia i a 183 km al nord-est de Krasnodar, la capital.
Pertany al municipi de Kugoiéiskaia.